# Mount Youngman
Il Monte Youngman (in lingua inglese: Mount Youngman) è un picco roccioso antartico coperto di neve, alto 620 m, situato 6,4 km a sudest degli Scott Nunataks, una coppia di nunatak localizzati all'estremità settentrionale dei Monti Alessandra, nella Penisola di Edoardo VII, in Antartide. È posto alla testa del Ghiacciaio Cumbie e si affaccia sulla Piattaforma di ghiaccio Swinburne e sulla Sulzberger Bay che è subito a nord.
Il monte è stato mappato dall' United States Geological Survey (USGS) sulla base di rilevazioni e foto aeree scattate dalla U.S. Navy nel periodo 1964-66.
La denominazione è stata assegnata dall' Advisory Committee on Antarctic Names (US-ACAN) in onore del capitano Samuel A. Youngman, della U.S. Navy, ufficiale medico nello staff di comando della U.S. Naval Support Force in Antartide durante l'Operazione Deep Freeze del 1969 e 1970.